# Adéla ze Champagne
Adéla ze Champagne (francouzsky Adèle de Champagne; 1140? – 14. června 1206, Paříž) byla francouzskou královnou, třetí manželkou Ludvíka VII., dcerou Theobalda ze Champagne a Matyldy z korutanské dynastie Sponheimů.

## Život

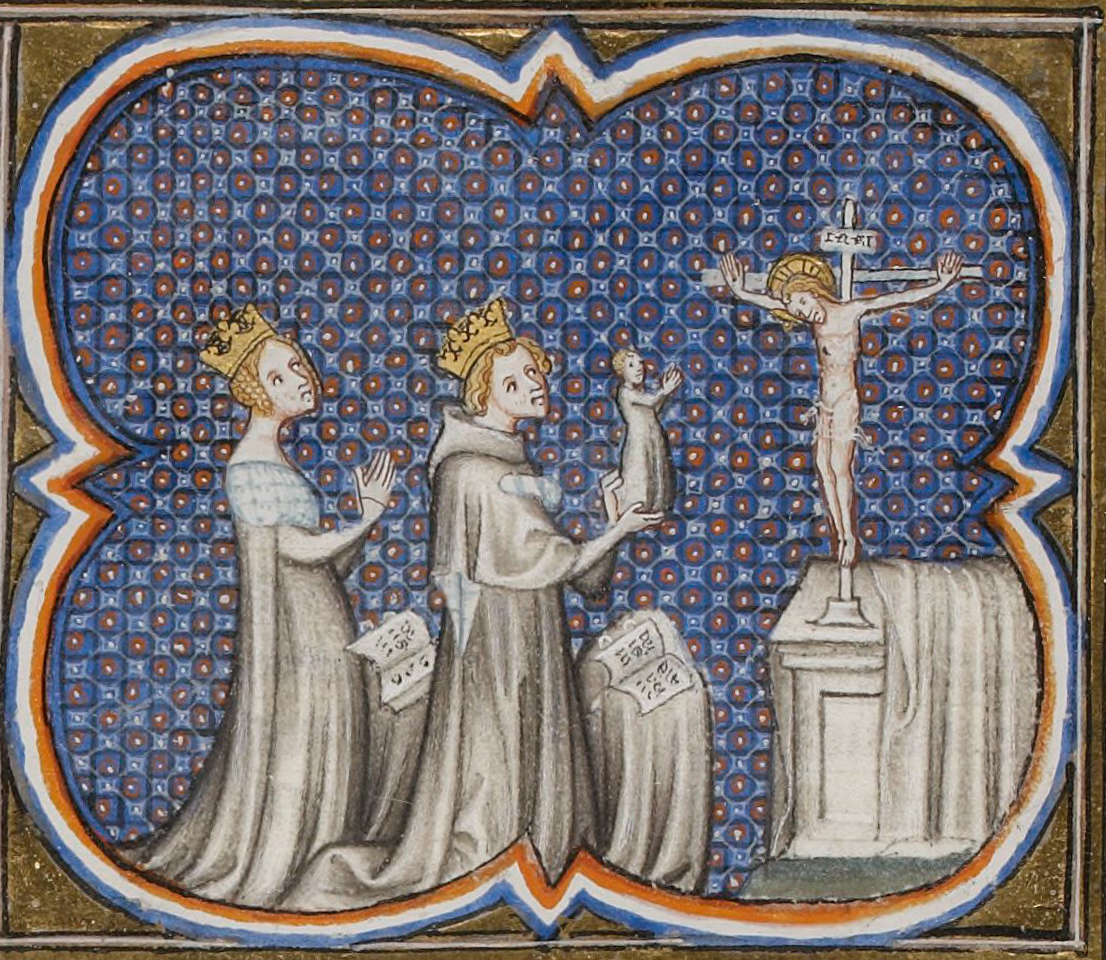
Královský pár děkuje za narození následníka trůnu (středověká iluminace)

Čerstvě ovdovělý král Ludvík toužící po synovi potřeboval nutně ženu, která mu dá vytouženého následníka trůnu a proto se již pět týdnů po smrti své druhé manželky Konstancie potřetí oženil s Adélou, sestrou hraběte Jindřicha I. ze Champagne. Příbuzenství bylo posíleno roku 1164, kdy se Marie, Ludvíkova dcera z manželství s Eleonorou Akvitánskou za Jindřicha I. ze Champagne provdala a ženich o osmnáct let starší než nevěsta se tak stal zároveň zetěm svého švagra krále.
Královo manželství s Adélou bylo požehnáno narozením syna 21. srpna 1165. Dlouze očekávaný Filip pojmenovaný po pradědečkovi se narodil po osmadvaceti letech od uzavření králova prvního manželství a z tohoto důvodu byl nazýván Božím darem. Ludvík VII. byl roku 1179 postižen záchvatem mrtvice, po kterém ochrnul a ztratil i schopnost vlády. Vliv získali bratři královny Adély a udrželi si jej až do dvorského sněmu, který se konal téhož roku a nemocný král zde se souhlasem pánů vyhlásil Filipovu korunovaci. Čtrnáctiletý mladíček se nečekaně rychle vymanil z vlivu strýců a Adéla po synově sňatku s Isabelou Henegavskou hledala oporu i u anglického krále Jindřicha II. Starý král zemřel o rok později a Adéla se stala vdovou.
I přes jisté neshody stanovil Filip roku 1190 svou matku a strýce Viléma, remešského arcibiskupa, jako předsedající regentské radě po dobu své nepřítomnosti v zemi. Rada měla za úkol spravovat Francii, dokud se bude král zdržovat na křížové výpravě, ale neměla možnost disponovat korunním pokladem, který spravovali templáři.
Královna Adéla zemřela roku 1206 a nebyla pohřbena v tradičním královském pohřebišti v Saint-Denis, ale v cisterciáckém klášteře Pontigny.